# 楊淽
楊淽，香港作曲家，曾為吳雨霏、謝安琪、孫耀威等歌手創作歌曲。

## 音樂作品

### 2007年
- 孫耀威 - 彈珠玩具[1]

### 2008年
- 麥家瑜 - 殺死我的溫柔

### 2009年
- 李克勤 - 二十四城記
- 謝安琪 - 載我走

### 2011年
- 吳雨霏 - 我本人
- 吳雨霏 - 未晚

### 2012年
- 吳雨霏 - 人非草木
- 吳雨霏 - 生命樹
- 林峯 - 年時

### 2013年
- 關楚耀 - 空氣公園
- 麥家瑜 - 我國
- 車婉婉 - 談笑風生
- 劉若英 - 跳車
- 許靖韻 - 夜長話多

### 2014年
- 吳雨霏 - 沒有花收的日子
- 劉美君 - 兩杯茶